# Пунияни, Рам
Рам Пунияни (англ. Ram Puniyani; род. 25 августа 1945) — индийский общественный деятель, правозащитник, писатель и публицист, бывший профессор биоинженерии в Индийском технологическом институте в Мумбаи. Активно сотрудничает с такими светскими демократическими организациями, как All India Secular Forum, Center for Study of Society and Secularism и ANHAD.
Рам Пунияни родился в 1945 году в Нагпуре в семье предпринимателей. Получив степень доктора медицины в Нагпурском медицинском колледже, Пунияни переехал в Мумбаи, где преподавал в Индийском технологическом институте. После разрушения индуистскими националистами Мечети Бабри в Айодхье в 1992 году и последовавшими за этим кровопролитными столкновениями между индуистами и мусульманами, Пунияни активно занялся общественной деятельностью. Через свои публикации, лекции и семинары Пунияни пропагандирует идеи секуляризма, плюрализма и мира. Его статьи регулярно выходят в индийский газетах и журналах.
Пунияни является членом Индийского народного суда — организации, занимающейся защитой прав религиозных и этнических меньшинств в штатах Орисса и Мадхья-Прадеш. Критики часто называют деятельность Пунияни антииндуистской.

## Признание
- Maharashtra Foundation (US) Award for Social Awareness About Threat of Communal Politics-2002[1]
- Association For Communal Harmony in Asia-ACHA Star Award for Peace and Communal Harmony-2004[2]
- Fr. Machio Memorial Foundation Humanitarian Award 2005[3]
- Indira Gandhi National Integration Award 2006[4]
- National Communal Harmony Award 2007[5]

## Публикации
- Indian Democracy, Pluralism and Minorities[6]
- Communalism: India’s Nemesis?
- Communalism: What is False: What is True
- Communalism: Illustrated Primer  (недоступная ссылка)
- Communal Politics: Facts Versus Myths
- Terrorism: Facts versus Myths
- Second Assassination of Gandhi
- Religion Power and Violence: Expression Of Politics In Contemporary Times
- Contours of Hindu Rashtra: Hindutva, Sangh Parivar And Contemporary Politics
- Contemporary India: Overcoming Sectarianism: Terrorism
- Hindutva Strategies And Dalit Movement
- Hindu Extreme Right-Wing Groups : Ideology and Consequences  (недоступная ссылка)
- Mumbai Post 26/11(Edited along with Shabnam Hashmi)